# Pentax K-5
La Pentax K-5 è una fotocamera reflex digitale DSLR professionale, in formato APS-C da 16 MP, annunciata e messa in commercio alla fine del 2010 e sostituita nella seconda metà del 2012 dalla Pentax K-5 II. È stata presentata come sostituta della Pentax K-7.

## Corpo macchina
Il corpo della K-5 include settantasette guarnizioni di tenuta, per una protezione ottimale contro spruzzi d'acqua, neve, sabbia e polvere. L'impugnatura porta batterie opzionale D-BG4 incorpora quarantatré guarnizioni, mentre l'obiettivo standard WR ne impiega sei.
Pentax è l'unico marchio che offra un kit standard completamente impermeabile. Questo consente di usare la K-5 anche in condizioni climatiche ostili, con temperature fino a -10 °C.
La K-5 dispone di ripresa continua a 7/fps per una serie di 30 immagini jpg oppure 20 immagini raw, l'otturatore è particolarmente silenzioso e molto affidabile, essendo testato per 100.000 scatti ed ha tempi di posa da 30 secondi a 1/8000sec.
La K-5 è equipaggiata con un mirino ottico di pentaprisma con copertura del 100% e un ingrandimento del 0,92x (con obiettivo FA 50mm f/1,4).
È inoltre equipaggiata con uno schermo LCD da 3 pollici (7,6 cm) e 921.000 pixel, con un angolo di visione di 170°.
La K-5 usa lo stesso sistema di messa a fuoco della medio formato di casa Pentax, la 645D. Il modulo SAFOX IX+ incorpora undici punti di messa a fuoco, nove dei quali a croce, per una migliore acquisizione anche in verticale.
L'autofocus viene regolato tarandolo su qualsiasi obiettivo con messa a fuoco automatica, per compensare eventuali variazioni nel punto di messa a fuoco.
La K-5 è equipaggiata con un sensore CMOS ad alta sensibilità da 16 megapixel. Il campionamento è a 14 bit.